# کریستیان الدیارن
کریستیان الدیارن (انگلیسی: Kristján Eldjárn؛ ۶ دسامبر ۱۹۱۶ – ۱۳ سپتامبر ۱۹۸۲) یک سیاست‌مدار و باستان‌شناس اهل ایسلند بود.